# Sheldrake Lake
Sheldrake Lake är en sjö i Kanada.   Den ligger i provinsen Nova Scotia, i den sydöstra delen av landet, 900 km öster om huvudstaden Ottawa. Sheldrake Lake ligger 76 meter över havet. Arean är 0,19 kvadratkilometer. Den ligger vid sjön Five Island Lake. Den sträcker sig 0,6 kilometer i nord-sydlig riktning, och 0,5 kilometer i öst-västlig riktning.
I omgivningarna runt Sheldrake Lake växer i huvudsak blandskog. Runt Sheldrake Lake är det ganska tätbefolkat, med 108 invånare per kvadratkilometer.